# Nyctemera indularis
Nyctemera indularis là một loài bướm đêm thuộc phân họ Arctiinae, họ Erebidae.